# Randualas
Randualas is een bestuurslaag in het regentschap Madiun van de provincie Oost-Java, Indonesië. Randualas telt 5522 inwoners (volkstelling 2010).